# Glossosoma kiritchenkoi
Glossosoma kiritchenkoi là một loài Trichoptera trong họ Glossosomatidae. Chúng phân bố ở miền Cổ bắc.